# Nietvorgang
Der Nietvorgang oder das Nieten ist ein Fertigungsverfahren aus der Gruppe Fügen durch Umformen, welches die Herstellung einer Nietverbindung bewirkt. Beim Nieten wird das Hilfsfügeteil, der (oder auch das) Niet (Mehrzahl: Niete), an einem Verbindungsloch plastisch umgeformt. Nieten ist ein Fügeverfahren, insbesondere für Bleche und ähnliche minderstarke Halbzeuge.
Ein industriell gefertigter Niet hat gewöhnlich an einem Ende einen vorgefertigten Setzkopf. Am anderen Ende wird mit verschiedenen Nietwerkzeugen ein Schließkopf gefertigt, um eine Nietverbindung zu schließen.
Dieser Artikel erläutert die Verarbeitung von traditionellen Vollnieten. Zur Verwendung von Blind- und anderen Nieten siehe: Niet#Verfahren.

## Auflage auf Gegenhalter und Nietunterlagen

Nietvorgang: 1) Niet in Löcher einführen, dann auf Gegenhalter oder Unterlage aufsetzen 2) Material mit dem Nietzieher plan aufeinander pressen 3) Kürzen und 4) Anstauchen des Nietschafts 5) Vorformen des Nietkopfs durch kreisende Schläge mit dem Kugelkopfhammer 6) Fertigformen des Nietkopfes mit dem Kopfsetzer 7) Fertige Vernietung

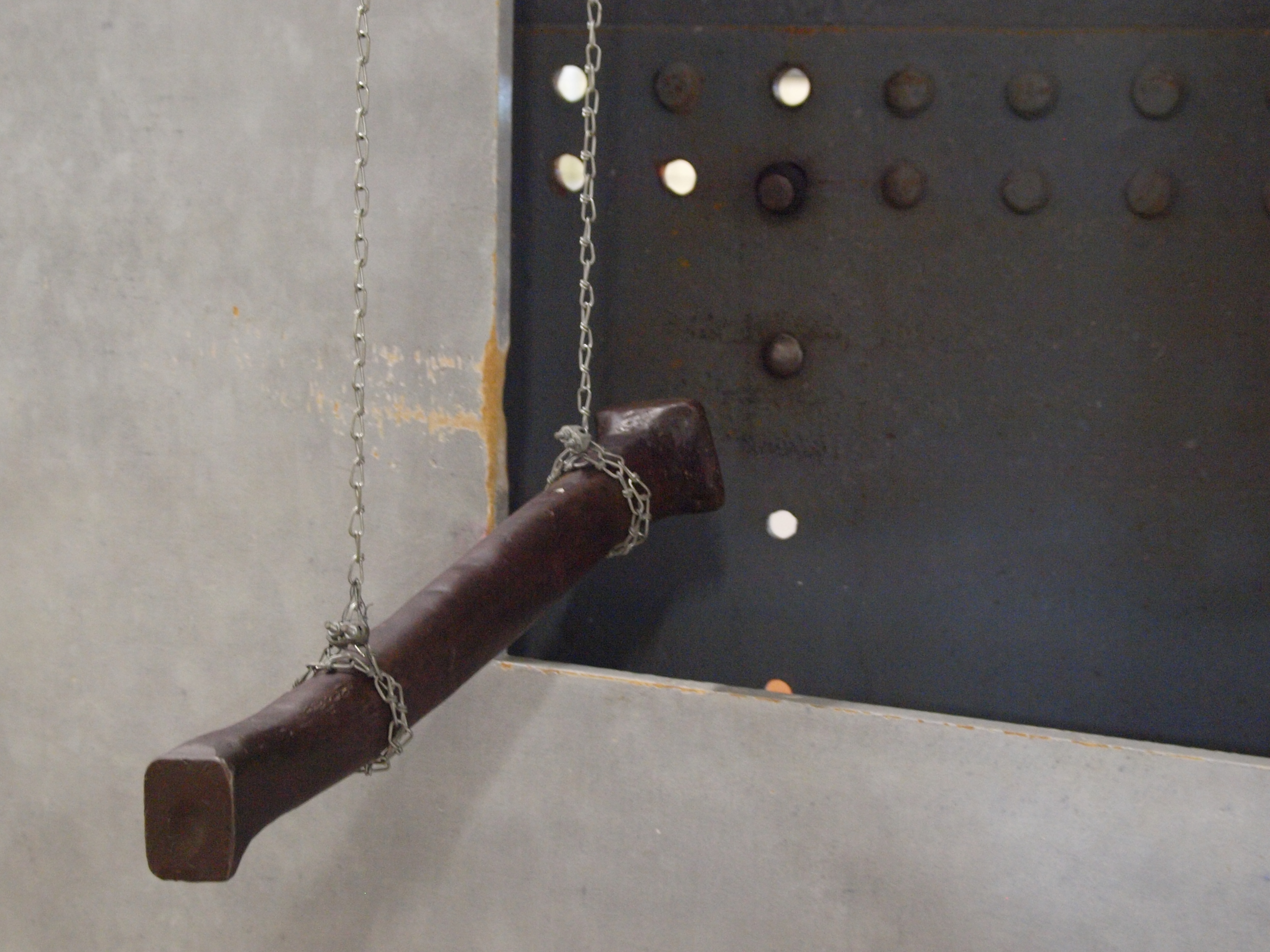
Gegenhalter (Dolly) vor einer Nietverbindung im Schiffbau. (Zu Demonstrationszwecken an Ketten montiert)

Zu Beginn der Fertigung eines Schließkopfes werden die Niete durch die Nietlöcher der zu verbindenden Bauteile gesteckt.
Wichtig ist dabei, dass Niete mit korrektem Durchmesser und korrekter Schaftlänge zum Einsatz kommen, bzw. Niete mit längerem Schaft entsprechend gekürzt werden (Kneifzange, Bolzenschneider o. ä.). Die Faustformel für die korrekte Länge zum Anstauchen eines halbrunden Schließkopfes ist:
Schaftlänge = Gesamtstärke der zu vernietenden Materialien + 1,5 • Schaftdurchmesser.
Das bedeutet: Steckt man den Niet durch die zu verbindenden Materialien, so steht auf der Gegenseite ein Stück von etwa dem anderthalbfachen Durchmesser des Schaftes heraus.
Die Bauteile mitsamt dem Niet werden nun für die nachfolgende Bearbeitung auf eine geeignete Auflage gelegt, die je nach Art des Nietkopfes aus einem Gegenhalter oder einer Nietunterlage bestehen kann.
Hat der Niet einen über die Materialoberfläche hervorstehenden Setzkopf (z. B. einen halbrunden Kopf), kommen Gegenhalter zum Einsatz, die man vorzugsweise in einen Schraubstock einspannt. Der Setzkopf ruht auf dem Gegenhalter in einer Mulde, die seiner Form angepasst ist. Dadurch wird der Setzkopf bei den nachfolgenden Arbeiten nicht verformt. (Der Gegenhalter ist in der Abbildung unterhalb der Bauteile zu sehen.)
Bei Setzköpfen, die mit der Werkstückoberfläche bündig sind (z. B. Senk- und Flachkopfniete), kommen Nietunterlagen zum Einsatz. Diese haben statt der Mulde eine ebene Oberfläche als Auflage für Werkstück und bündigen Nietkopf. Nietunterlagen werden ebenfalls in den Schraubstock eingespannt. Wahlweise kann man auch einen Amboss oder eine Nietstange anstatt einer Nietunterlage verwenden.

## Einziehen des Nietes mit dem Nietzieher/Nietenzieher
Ein Nietzieher wird gelegentlich auch als Nietenzieher bezeichnet.
Die zu verbindenden Einzelteile liegen vor dem Einziehen auf dem Gegenhalter bzw. auf der Nietunterlage lose aufeinander. Dabei haben sie zumeist nicht flächig miteinander Kontakt, durch Krümmung der Werkstücke oder Grate am Bohrloch bleibt ein unregelmäßiger Abstand bestehen. Der Nietzieher wird von Hand oder durch eine Nietmaschine über den hindurchgesteckten Niet geschoben, um die Lochränder vor dem Aufstauchen des Schließkopfes fest zusammen zu schieben. Bei manueller Vernietung erfolgt das Zusammenpressen durch Schläge mit einem Hammer auf den Nietzieher. Dabei werden eventuelle Wölbungen ausgedrückt und bei straff sitzendem Niet (z. B. durch ungenaue Bohrungen) werden die Teile überhaupt erst in Kontakt gebracht und der Niet vollständig ins Loch geschoben. (Der Nietzieher ist in der Abbildung oberhalb der Bauteile zu sehen.)
Die zentrale zylindrische Bohrung des Nietziehers ist größer als der Durchmesser des Nietschaftes, sodass sich Niet und Nietzieher im Prinzip nicht berühren. Dadurch werden ungewollte Verformungen des Nietschaftes vor dem Stauchen vermieden. 
Der Nietzieher sorgt dafür, dass die Werkstücke plan zusammenliegen, doch können die flachgepressten Teile auch wieder auseinanderrutschen. Durch geeignete Maßnahmen sollte dafür gesorgt werden, dass die Einzelteile nach dem Entfernen des Nietziehers und vor dem Stauchen des Nietes zusammengehalten werden, etwa durch Zusammenpressen der Bauteile neben der Nietstelle durch eine Schraubzwinge.

## Stauchen des Schaftes mit einem Hammer
Der überstehende Teil des Nietes wird durch senkrechte Schläge mit der Hammerbahn eines Hammers gestaucht. Durch das Stauchen wird der Niet breiter, füllt das Nietloch aus und presst gegen die Wandungen des Bohrloches. Der Nietschaft darf sich durch die senkrechten Schläge nicht krümmen.

## Vorformen des Schließkopfes mit einem Hammer
Anschließend wird der Niet mit der Hammerbahn zu einer ungefähr halbrunden Form vorgeformt, die der des Schließkopfes in etwa entspricht. Hierzu werden von allen Seiten kurze Schläge auf den Nietkopf ausgeführt. (Der Hammer wird also in kegelig kreisender Bewegungen um den Nietkopf herumgeführt.)

## Endgültiges Formen durch den Nietkopfsetzer
Zum Abschluss wird nun der Nietkopfsetzer angewendet, der dem Schließkopf seine endgültige Form gibt. Alternative Bezeichnungen dieses Werkzeuges sind Döpper, Nietkopfmacher (kurz Kopfmacher), Schließkopfformer, Nietkopfformer oder auch Köppelmacher.
Der Nietkopfsetzer wird auf den vorgeformten Niet aufgesetzt und durch Schläge mit einem Hammer wird der Schließkopf in seine endgültige Form gebracht. Nach Möglichkeit sollen dabei Kerben in der Werkstückoberfläche vermieden werden.

## Warmnieten und Kaltnieten

Nietenheizerin, Puget Sound Navy Yard, 1919

Im Schiffs-, Brücken-, Kessel- und Hochhausbau werden große Niete von mehr als 6 mm Durchmesser „warm“, das heißt in rotglühendem Zustand, genietet. Die nachfolgende Abkühlung lässt den Niet in der Länge schrumpfen, wodurch die Blechplatten oder Stahlprofile kraftschlüssig und wasserdicht zusammengepresst werden.
Für diesen Vorgang werden drei Personen gebraucht. Der Nietenheizer erwärmt den Niet und reicht oder wirft ihn der zweiten Person, dem Gegenhalter, zu. Das Werfen geschieht in einen Fangeimer aus Blech. Der Gegenhalter steckt den warmen Niet mit einer Zange durch das Nietloch und drückt den Kopf mit dem Setzeisen fest. Der eigentliche Nieter auf der anderen Seite schlägt den Nietzieher und bearbeitet schließlich mit Hammer und zweitem Setzeisen den anderen Kopf.
Kleinere und speziell auch Kupferniete werden kalt verarbeitet, jedoch erwärmen sich auch diese durch die Schlagwirkung und ziehen beim Abkühlen die vernieteten Teile aneinander.